# Cassidy Horn
Cassidy Karen Horn (* 25. August 1989 in Los Angeles, Kalifornien) ist eine US-amerikanische Umweltschützerin und Schauspielerin.

## Leben
Cassidy Horn ist die Tochter von Cindy, geborene Harrell, und dem Manager in der Filmbranche Alan F. Horn. Ihre Schwester Cody Horn ist ebenfalls Schauspielerin. Cassidy Horn machte 2008 ihren Abschluss an der Harvard-Westlake School in Hollywood. Schon während ihrer Highschool-Zeit engagierte sie sich für den Umweltschutz. Während ihrer Studienzeit an der Stanford University absolvierte sie ein Praktikum im San Diego Zoo Safari Park. 2017 präsentierte sie ein Video der Umweltorganisation SavingSpecies.

## Ehrungen
Ihr zu Ehren wurde die Andenfroschart Andinobates cassidyhornae benannt für ihr Interesse und Ihre Leidenschaft für Giftfrösche und ihre großartige Unterstützung für den Erhalt der Nebelwälder in Kolumbien.

## Filmografie (Auswahl)
- 2006: Veronica Mars (Fernsehserie, Staffel 3, Episode Von Männern und Enttäuschungen)